# Dockendorf
Dockendorf település Németországban, Rajna-vidék-Pfalz tartományban. Lakosainak száma 239 fő (2023. december 31.).

## Népesség
A település népességének változása:
| Lakosok száma | 187  | 218  | 221  | 233  | 246  | 239  |
|               | 1975 | 2017 | 2019 | 2021 | 2022 | 2023 |